# Pseudosinella sollaudi
Pseudosinella sollaudi is een springstaartensoort uit de familie van de Entomobryidae. De wetenschappelijke naam van de soort is voor het eerst geldig gepubliceerd in 1924 door Denis.